# Erik Thomsen
Erik Hans Christian Thomsen (ur. 14 grudnia 1935 w Kopenhadze, zm. 12 kwietnia 2012) – duński zapaśnik walczący w stylu klasycznym. Olimpijczyk z Rzymu 1960, gdzie zajął trzynaste miejsce w kategorii do 67 kg.
Mistrz Danii z 1958, 1960, 1961 i 1963; drugi w 1959; trzeci w 1966 i 1972 roku.

## Letnie Igrzyska Olimpijskie 1960
| Konkurencja          | Rundy eliminacyjne     | Rundy eliminacyjne   | Rundy eliminacyjne       | Klas. końcowa |
| Konkurencja          | Przeciwnik I           | Przeciwnik II        | Przeciwnik III           | Miejsce       |
| -------------------- | ---------------------- | -------------------- | ------------------------ | ------------- |
| 67 kg styl klasyczny | Ernest Gondzik (POL) P | Edmund Seger (FRG) Z | Dimityr Stojanow (BUL) P | 13.           |